# 東海市立上野中学校
東海市立上野中学校（とうかいしりつ うえのちゅうがっこう）は、愛知県東海市名和町にある公立中学校。

## 概要
- 東海市立名和小学校校区の一部、東海市立平洲小学校校区の一部、東海市立渡内小学校の校区の生徒が通学する[1]。
- 旧・知多郡上野町の中学校であった。

## 沿革
- 1947年（昭和22年）
  - 4月1日 - 上野町立上野中学校として開校。
  - 4月18日 - 愛知製鋼青年学校で開校式を行う。
  - 4月26日 - 授業を開始。上野町立平洲小学校の校舎の一部を仮教室とし、上野町立名和小学校の校舎の一部を使用して分校を設置する。
- 1948年（昭和23年）11月21日 - 現在地に校舎が完成し、移転する。名和小学校の分校を廃止する。
- 1949年（昭和24年）5月3日 - 校舎を増築する。
- 1950年（昭和25年）1月13日 - 校舎を増築する。
- 1951年（昭和26年）7月15日 - 本館が完成する。
- 1954年（昭和29年）6月10日 - 特別教室が完成する。
- 1958年（昭和33年）5月29日 - 校舎を増築する。
- 1961年（昭和36年）8月30日 - 屋内運動場が完成する。
- 1962年（昭和37年）7月2日 - 新校舎（鉄筋コンクリート造）が完成する。
- 1963年（昭和38年）7月15日 - 校舎を増築する。
- 1964年（昭和39年）7月20日 - プールが完成する。
- 1967年（昭和42年）2月5日 - 第二棟（鉄筋コンクリート造）が完成する。
- 1969年（昭和44年）4月1日 -
  - 東海市立富木島中学校を分離する。
  - 上野町と横須賀町が合併し、東海市が発足。同時に東海市立上野中学校に改称する。
- 1972年（昭和47年）2月28日 - 校舎を増築する。
- 1979年（昭和54年）
  - 4月1日 - 東海市立名和中学校を分離する。
  - 7月 - 木造校舎を全て解体する。
- 1984年（昭和59年）4月1日 - 東海市立平洲中学校を分離する。

## 交通アクセス
- 名鉄常滑線聚楽園駅下車、徒歩約8分。

## 周辺施設
- 星城大学
- 東海市立名和小学校
- 東海市立渡内小学校
- 東海市立平洲小学校
- 東海市立渡内保育園
- 東海北郵便局
- 聚楽園公園
  - 聚楽園大仏
- アピタ東海荒尾店
- 名鉄常滑線聚楽園駅

## 出身著名人
- 大橋卓弥 - スキマスイッチのメンバー・シンガーソングライター・ボーカリスト